# Karl August Larsson
Karl August Larsson (ur. 10 czerwca 1906 w Sztokholmie, zm. 31 maja 1971 tamże) – szwedzki strzelec, olimpijczyk i mistrz świata.

## Kariera
Dwukrotny uczestnik igrzysk olimpijskich (IO 1932, IO 1936). Na turniejach tych startował wyłącznie w karabinie małokalibrowym leżąc z 50 m, w którym zajął odpowiednio 8. i 32. miejsce. 
Larsson ma w dorobku 9 medali mistrzostw świata, w tym 3 indywidualnie. W strzelaniu z karabinu małokalibrowego leżąc z 50 m wywalczył łącznie 6 medali, w tym 3 złote (złoto indywidualnie w 1929 roku, oraz drużynowo w 1931 i 1933 roku). Stał na podium także w karabinie wojskowym z 300 m (1933 i 1935).
W 1937 roku został mistrzem Szwecji w karabinie dowolnym leżąc z 300 m (385 pkt.).

## Wyniki

### Igrzyska olimpijskie
| Igrzyska         | Konkurencja                       | Wynik    | Miejsce | Źródło |
| ---------------- | --------------------------------- | -------- | ------- | ------ |
| Los Angeles 1932 | Karabin małokalibrowy leżąc, 50 m | 292 pkt. | 8       | [ 1 ]  |
| Berlin 1936      | Karabin małokalibrowy leżąc, 50 m | 291 pkt. | 32      | [ 2 ]  |

### Medale mistrzostw świata
Opracowano na podstawie materiałów źródłowych:
| Mistrzostwa    | Konkurencja                                      | Wynik                             | Miejsce |
| -------------- | ------------------------------------------------ | --------------------------------- | ------- |
| Sztokholm 1929 | Karabin małokalibrowy leżąc, 50 m                | 390 pkt.                          |         |
| Sztokholm 1929 | Karabin małokalibrowy leżąc, 50 m, drużynowo     | 1925 pkt. (druż.) 390 pkt. (ind.) |         |
| Lwów 1931      | Karabin małokalibrowy leżąc, 50 m                | 394 pkt.                          |         |
| Lwów 1931      | Karabin małokalibrowy leżąc, 50 m, drużynowo     | 1959 pkt. (druż.)                 |         |
| Grenada 1933   | Karabin wojskowy leżąc, 300 m                    | 165 pkt.                          |         |
| Grenada 1933   | Karabin małokalibrowy leżąc, 50 m, drużynowo     | 1935 pkt. (druż.)                 |         |
| Rzym 1935      | Karabin wojskowy, trzy postawy, 300 m, drużynowo | 1977 pkt. (druż.)                 |         |
| Rzym 1935      | Karabin małokalibrowy leżąc, 50 m, drużynowo     | 1960 pkt. (druż.)                 |         |
| Rzym 1935      | Karabin małokalibrowy klęcząc, 50 m, drużynowo   | 1893 pkt. (druż.)                 |         |